# Auguste Moreau
Auguste Moreau (Dijon, 22 februari 1834 - Malesherbes, 11 november 1917) was een Franse beeldhouwer.

## Biografie
Auguste Moreau was een lid van de Franse beeldhouwersfamilie Moreau uit de 19e en begin 20e eeuw. Hij was de zoon van de beeldhouwer Jean Baptiste Louis Joseph Moreau en de jongere broer van de beeldhouwers Hippolyte Moreau en Mathurin Moreau. Ook zijn kinderen Louis Auguste Moreau en François Hippolyte Moreau werden beeldhouwer.
Net zoals zijn twee broers, studeerde hij aan de "École Nationale Supérieure des Beaux-Arts" in Parijs. Moreau had een opmerkelijke artistieke aanleg. Hij wordt genoemd als een van de belangrijkste vertegenwoordigers van de Art Nouveau, met sierlijke realistische en zeer gedetailleerde beelden.
Zijn werk werd voor het eerst tentoongesteld in het Parijse Salon ("Salon des artistes français") in 1861. Hij bleef er exposeren tot 1913. Daarnaast was hij ook aanwezig op de verschillende wereldtentoonstellingen van Parijs. Die hadden een belangrijke bijdrage tot zijn commercieel artistiek succes.
In tegenstelling tot zijn broers bleef Auguste eerder op de achtergrond. Hij is daarom de enige van de broers die geen officiële onderscheiding heeft ontvangen.
Hij is begraven op het kerkhof "Les Lilas" in Seine-Saint-Denis.

## Werk
Moreau vervaardigde vooral artistieke beelden in brons. Er zijn echter ook beelden in marmer, gips en spelter van hem.
Zijn geliefkoosd thema was jonge meisjes in wervelende doorschijnende kledij, omringd met bloemen en vogels. Daarnaast maakte hij ook allegorische werken en genretaferelen met cupido's en kinderen.
Verschillende van zijn werken bevinden zich in het Museum voor Schone Kunsten in Troyes en het Museum voor Schone Kunsten in Bordeaux.

## Galerij

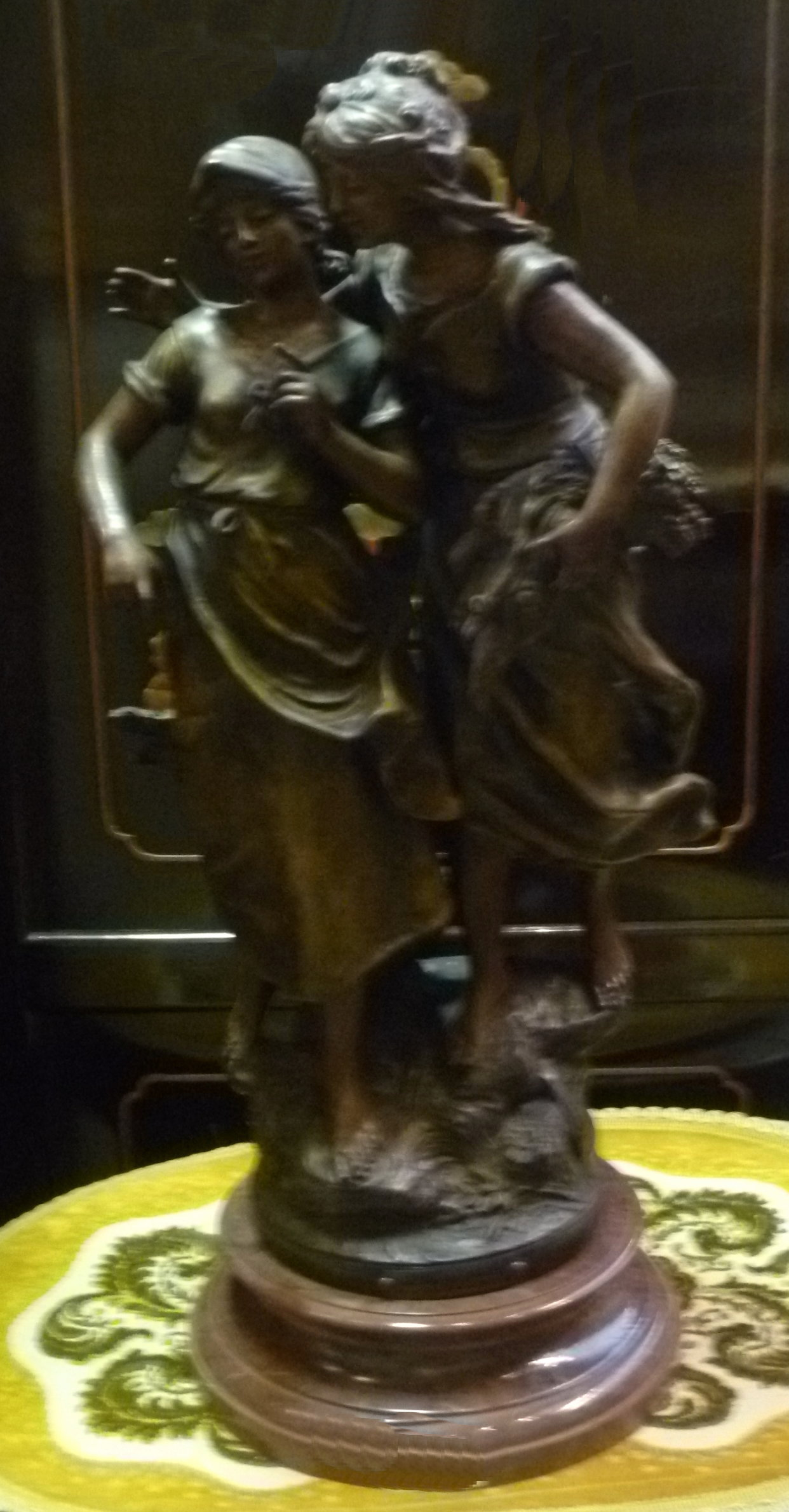
"Retour du Marché"
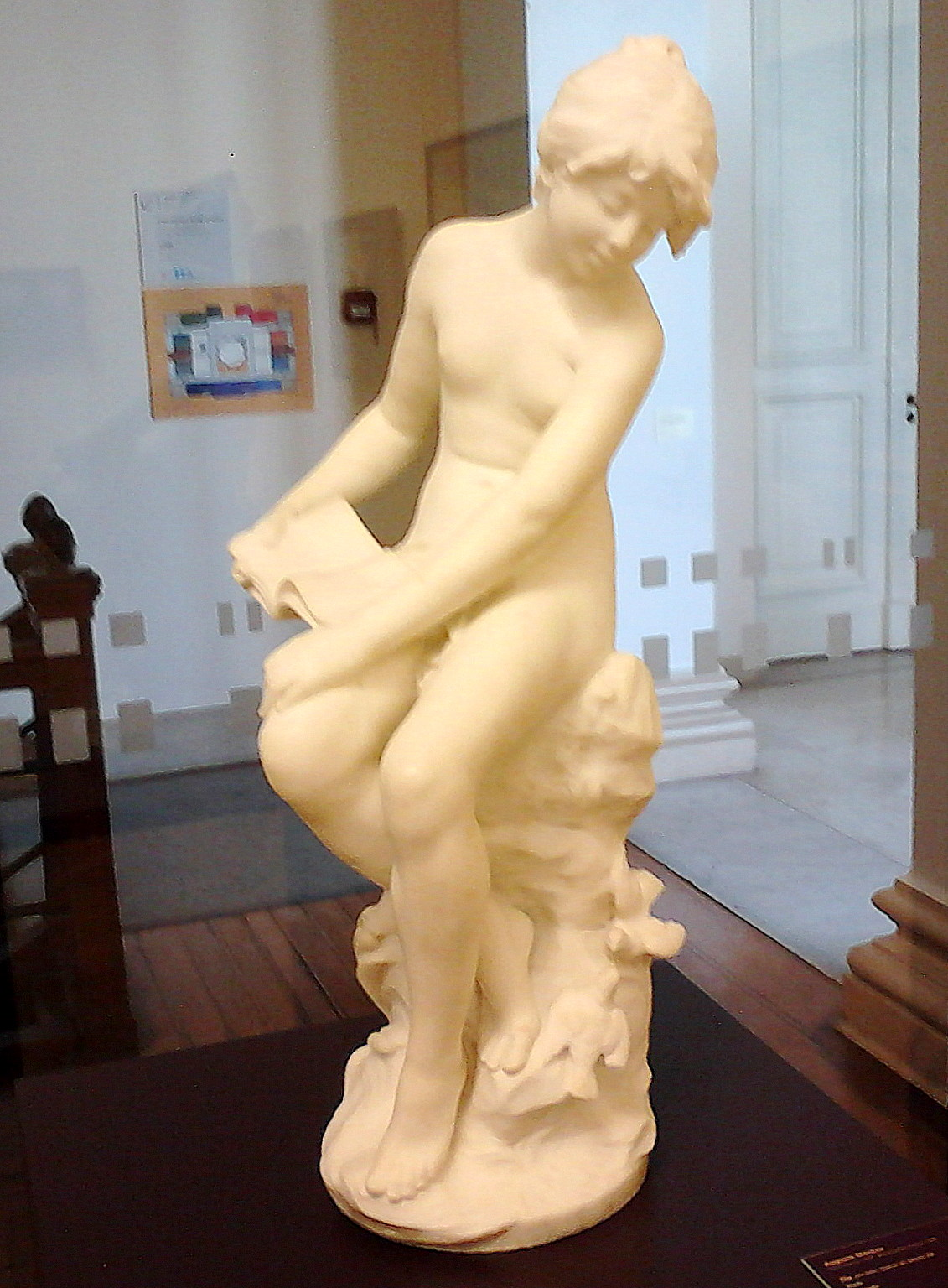
La Liseuse (São Paulo, Pinacoteca)
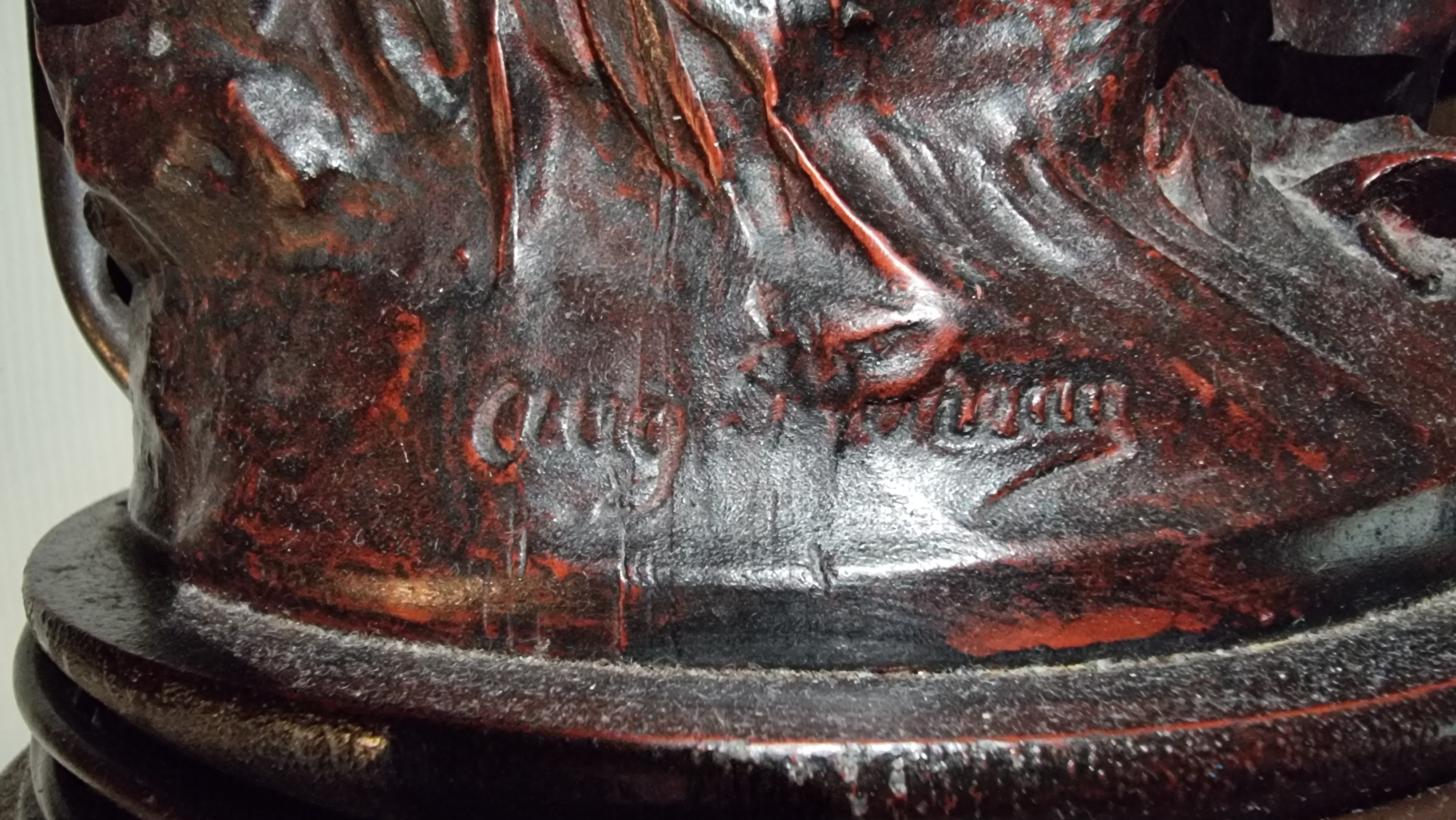
Auguste Moreau : signatuur (op Liefdespaar) Hotel Deutsches Haus, Braunschweig)
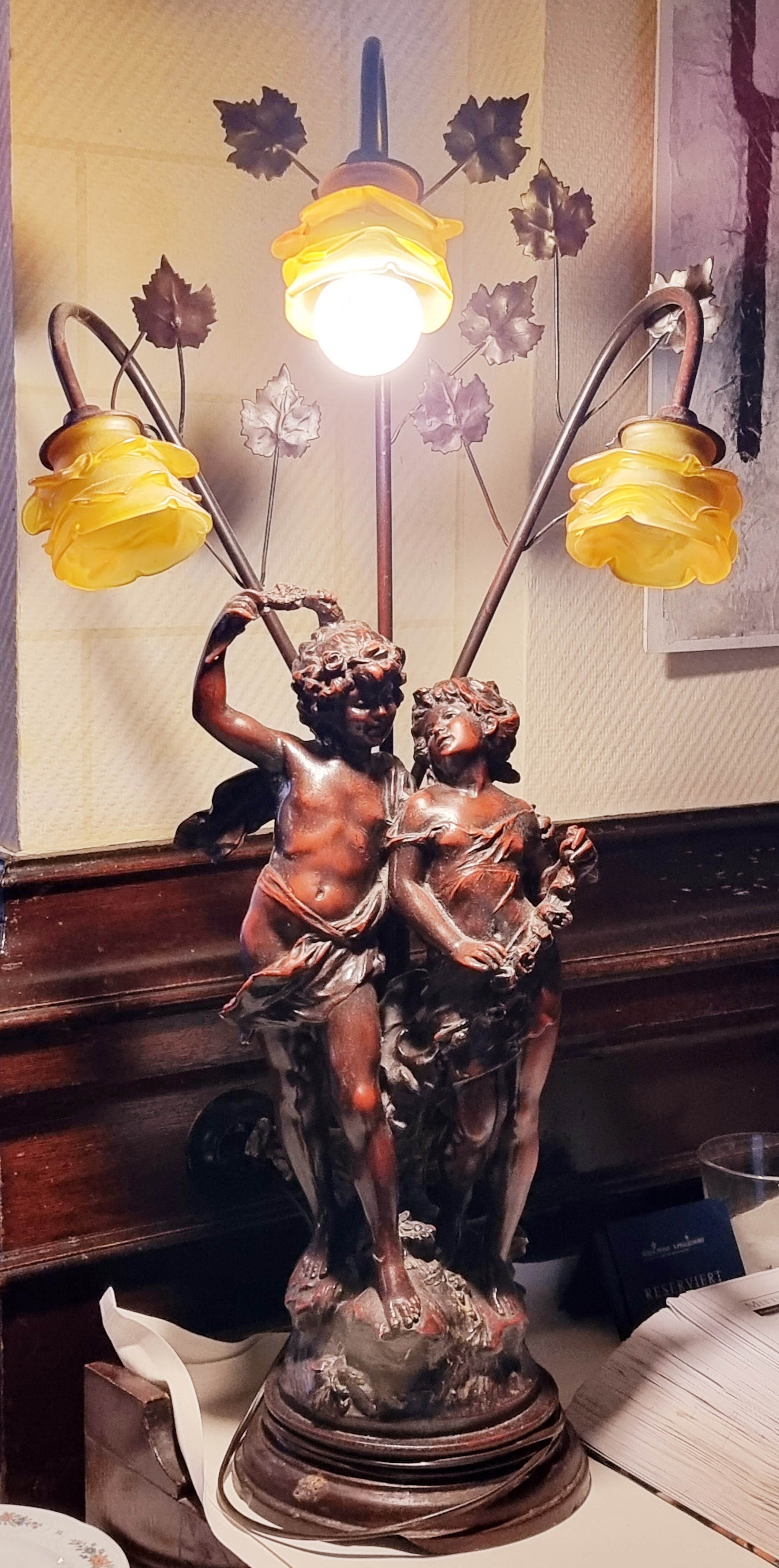
Liefdespaar (Hotel Deutsches Haus, Braunschweig)
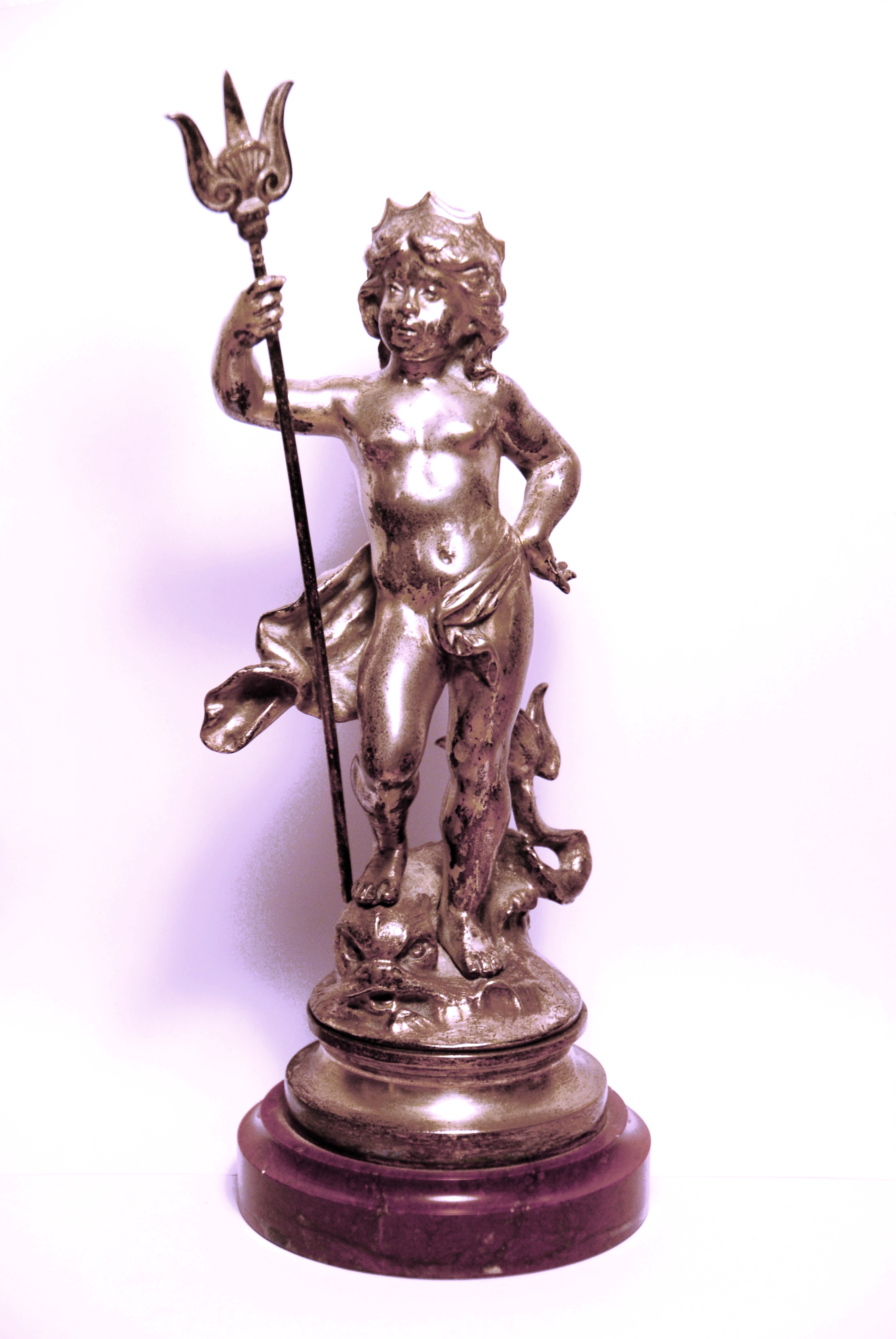
Poseidon (brons)